# Стадион Стеауа (1974)
Стадион Стеауа (1974) (рум. Stadionul Steaua (1974), Ghencea Stadium) је био фудбалски стадион у Букурешту, Румунија који је служио као дом румунском  фудбалском клубу Стеауа из Букурешта. Стадион је свечано отворен 9. априла 1974. када је Стеауа одиграла пријатељску утакмицу против ОФК Београда и утакмица је завршена резултатом 2 : 2. Георге Татару је био први играч који је постигао гол на стадиону.
Стадион је у потпуности срушен 2018. године, а замењен је новим стадионом са свим седиштима отвореним 2021. године.

## Историја
У време када је био изграђен то је био један од првих стадиона само за фудбал икада изграђених у Румунији, пошто нема атлетских објеката (атле и терена), а трибине су веома близу терена.
Првобитни капацитет је био 30.000 на клупама, али 1991. када су постављена пластична седишта, капацитет је пао на 28.365, заједно са 126 седишта за новинаре, 440 места у ВИП ложама и 733 фотеље. Систем рефлектора са јачином од 1400 лукса је инаугурисан 1991. године.
Стадион је реновиран 1996. и 2006. како би био домаћин УЕФА Лиге шампиона. Поново је реновиран 2020. за 94,7 милиона евра у оквиру пројекта који је довео њен капацитет до 31.254 седишта.